# Чёрный ящик (телесериал)
«Чёрный ящик» (англ. The Black Box) — американский телесериал, созданный Эми Холден Джонс, с Келли Райлли и Ванессой Редгрейв в главных ролях. В центре сюжета находится известный нейрофизиолог, которая борется с биполярным аффективным расстройством. Премьера сериала состоялась 24 апреля 2014 года, в качестве замены для завершившегося третьего сезона драмы Шонды Раймс «Скандал».
Сериал был встречен со смешанными отзывами от критиков и не имел успеха в рейтингах. 7 августа 2014 года ABC объявил, что шоу не будет продлено на второй сезон.

## Производство
7 июня 2013 года, уже после презентации на апфронте расписания на сезон 2013-14 годов, ABC заказал съемки сериала, созданного Эми Холден Джонс. Джонс, Айлин Чайкен, Брайан Сингер, Оли Обст и Энн Томопулос являются исполнительными продюсерами, а независимая компания Bold Films занялась производством сериала. Проект был заказан в качестве сериала ограниченной перспективы из тринадцати эпизодов, обойдя съемки пилота.
Кастинг на основные роли начался в июле 2013 года. Британская актриса Келли Райлли, для которой сериал стал дебютом на американском телевидении, была приглашена на ведущую роль в проекте. Британский режиссёр Саймон Кёртис в свою очередь занял место режиссёра, шоураннером которого является Айлин Чайкен. В сентябре лауреат премии «Оскар» Ванесса Редгрейв после длительных переговоров присоединилась к проекту в роли психиатра главной героини. Следом Терри Кинни присоединился к актёрскому составу в роли бывшего наставника главной героини.

## Актёры и персонажи

### Основной состав
- Келли Райлли — Кэтрин Блэк[6]
- Дитч Дейви — Доктор Иэн Бикмэн[10]
- Дэвид Аяла — Уилл Ван Ренселлер[10]
- Али Вонг — Доктор Ина Ларк[10]
- Лора Фрейзер — Риган Блэк[11]
- Дэвид Чисам — Джош Блэк[12]
- Шиван Уильямс — Эсме Блэк[12]
- Терри Кинни — Доктор Оуэн Морли, бывший учитель Элизабет и наставник
- Ванесса Редгрейв — Доктор Хартрэмп, психиатр Элизабет

### Второстепенный состав
- Тассо Фельдман — Лео Робинсон
- Аджа Наоми Кинг — Али Хинсли
- Эдвард Херрманн — доктор Рейнод
- Рэйчел Броснахэн — Далида Бьюкенен

## Эпизоды
| Номер | Название              | Режиссёр       | Сценарист                     | Оригинальная дата показа | Зрители в США (миллионы) |
| ----- | --------------------- | -------------- | ----------------------------- | ------------------------ | ------------------------ |
| 1     | «Kiss the Sky»        | Саймон Кёртис  | Эми Холден Джонс              | 24 апреля 2014           | 6.87                     |
| 2     | «Sweet Little Lies»   | Саймон Кёртис  | Эми Холден Джонс              | 1 мая 2014               | 5.60                     |
| 3     | «Who Are You»         | Джон Крокидас  | Айлин Чайкен                  | 8 мая 2014               | 4.64                     |
| 4     | «Exceptional or Dead» | Джон Крокидас  | Иш Голдштейн, Мэтт Робинсон   | 15 мая 2014              | 4.31                     |
| 5     | «Jerusalem»           | Эрик Штольц    | Оа Ли                         | 22 мая 2014              | 3.79                     |
| 6     | «Forget Me»           | Эрик Штольц    | Эми Холден Джонс              | 29 мая 2014              | 3.81                     |
| 7     | «Kodachrome»          | Бронуэн Хьюз   | Айлин Чайкен                  | 19 июня 2014             | 4.06                     |
| 8     | «Free Will»           | Бронуэн Хьюз   | Гари Леннон                   | 26 июня 2014             | 3.77                     |
| 9     | «Sing Like Me»        | Триша Брок     | Эми Холден Джонс              | 3 июля 2014              | 3.72                     |
| 10    | «I Shall Be Released» | Триша Брок     | Иш Гольдштейн и Мэтт Робинсон | 10 июля 2014             | 3.72                     |
| 11    | «Emotion»             | Хейли Шор      | Майкл Мэдден                  | 17 июля 2014             | 3.73                     |
| 12    | «The Fear»            | Джошуа Марстон | Айлин Чейкен                  | 24 июля 2014             | 3.93                     |
| 13    | «Consequences»        | Эндрю МакКарти | Эми Холден Джонс              | 24 июля 2014             | 3.93                     |